# Esox aquitanicus
Az Esox aquitanicus a sugarasúszójú halak (Actinopterygii) osztályának csukaalakúak (Esociformes) rendjébe, ezen belül a csukafélék (Esocidae) családjába tartozó faj.

## Neve
Ez a hal a fajnevét, azaz az aquitanicus-t a franciaországi Aquitania nevű régióról kapta; ugyanis itt fedezték fel.

## Előfordulása
Az Esox aquitanicus előfordulási területe Franciaország délnyugati részén van. A Charente-, Dordogne-, Eyre- és Adour- folyómedencékben őshonos. Korábban más folyórendszerekben is élhetett, azonban a betelepített csuka (Esox lucius) kiszoríthatta onnan, vagy a francia faj beleolvadott a csukába.

## Megjelenése
A hím legfeljebb 41,6 centiméter hosszú, míg a nőstény csak 37,2 centiméteresre nő meg.

## Életmódja
Mérsékelt övi és édesvízi csontos hal, amelynek kedvelt élőhelyei és zsákmányai megegyeznek a csukáéval; emiatt ahol a kettő megtalálható egy helyen, az Esox aquitanicus alulmarad.

## Szaporodása
Az ívási ideje februárban van.